# Bourbon-l'Archambault
Bourbon-l'Archambault é uma comuna francesa na região administrativa de Auvérnia-Ródano-Alpes, no departamento Allier. Estende-se por uma área de 54,79 km². Em 2010 a comuna tinha 2 638 habitantes (densidade: 48,1 hab./km²).

## Etimologia
O nome vem de um deus celta das fontes de cura, chamado Borbano. Este deus era idolatrado na Gália, Lusitânia e na Galécia.